# Racing

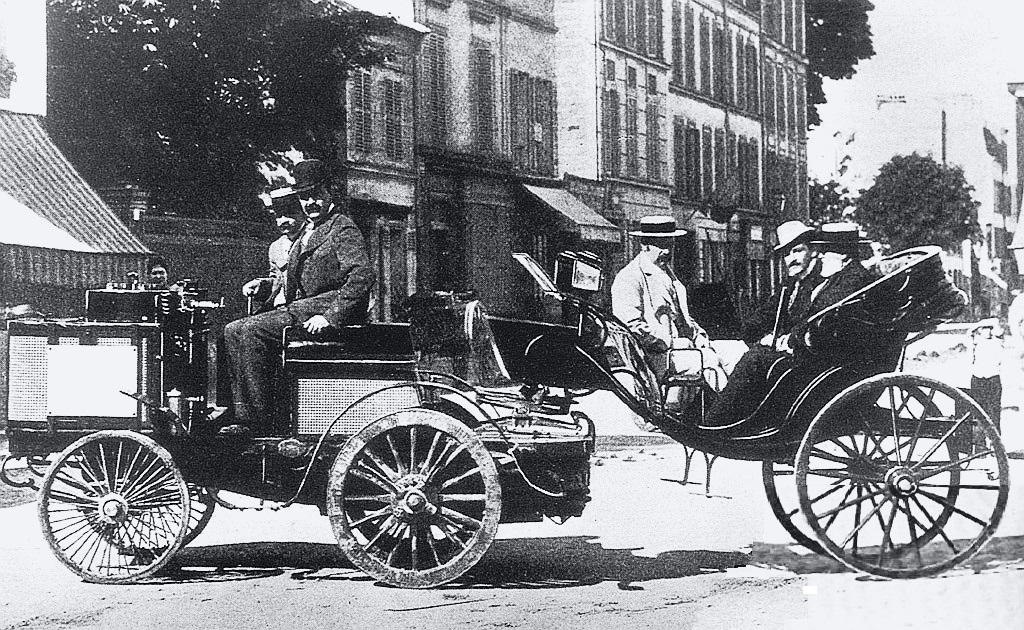
Paris-Rouen 1894.

Racing (uttal: "rejsing"), i viss mån förtecknad banracing, är en bilsport på asfalterade banor där man kappkör. Man tävlar till exempel med standardvagnar, sportvagnar och formelbilar. Till racing räknas också bilspeedway och isracing.
Racing organiseras i Sverige genom Svenska Bilsportförbundet (SBF).

## Historia
Den första tävlingen inom racingen var Paris-Bordeaux-Paris Trail, vilken kördes juni 1885.

## Klasser
Vanliga klasser inom racing är:
- Bilspeedway
- Formelbilsracing
- GT-racing
- Isracing
- Sportvagnsracing
- Standardvagnsracing
- Truckracing

I racing och övrig bilsport kan alla delta och män och kvinnor tävlar på samma villkor. Som junior i racing kan man börja tävla i standardvagnsracing och vissa formelbilsklasser från 15 år.

## Stora racingserier
- Formelbilsracing: FIA Formula One World Championship, GP2 Series, IndyCar Series med fler.
- Standardvagnsracing: FIA World Touring Car Championship, British Touring Car Championship med fler.

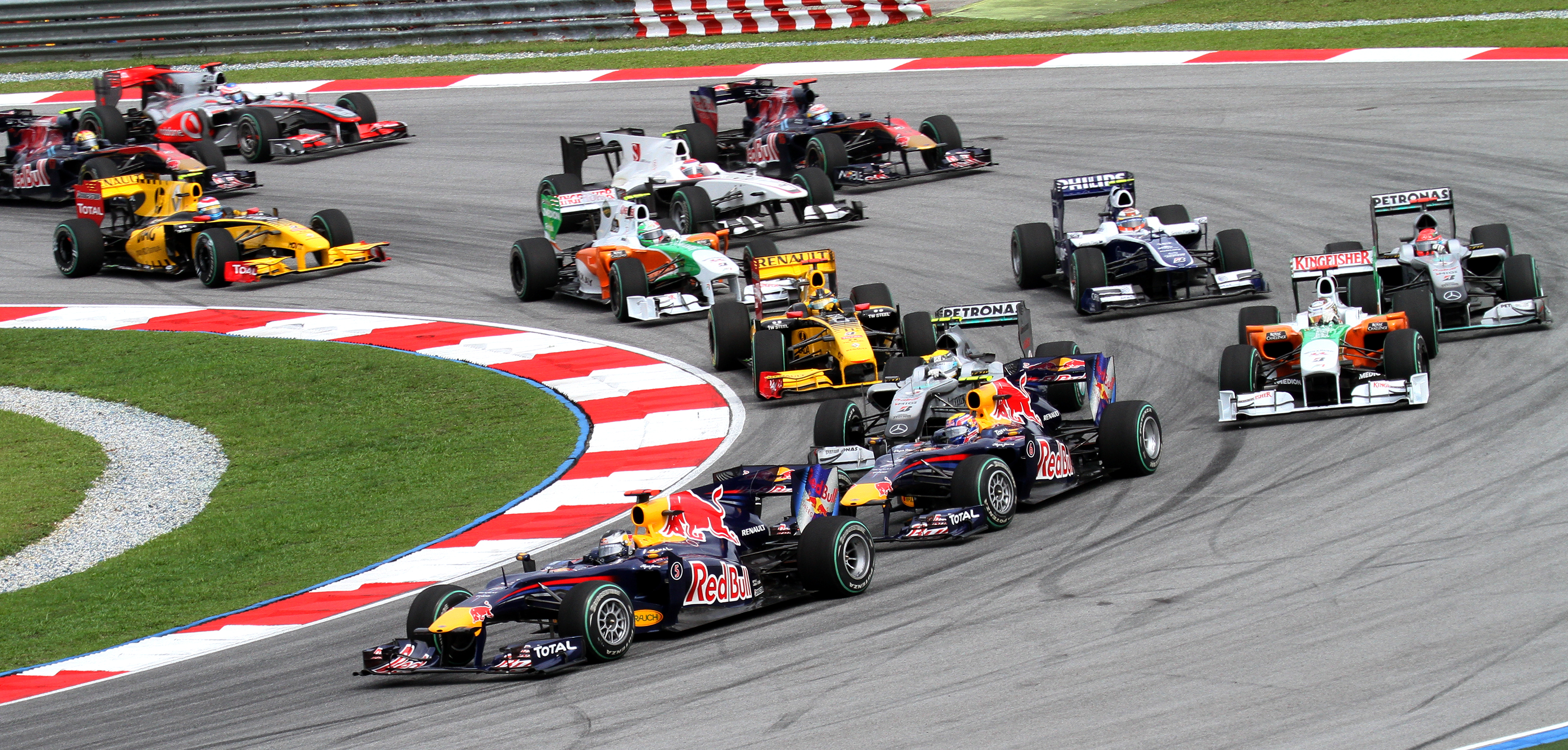
Formelbilsracing: Malaysias Grand Prix 2010 i Formel 1.
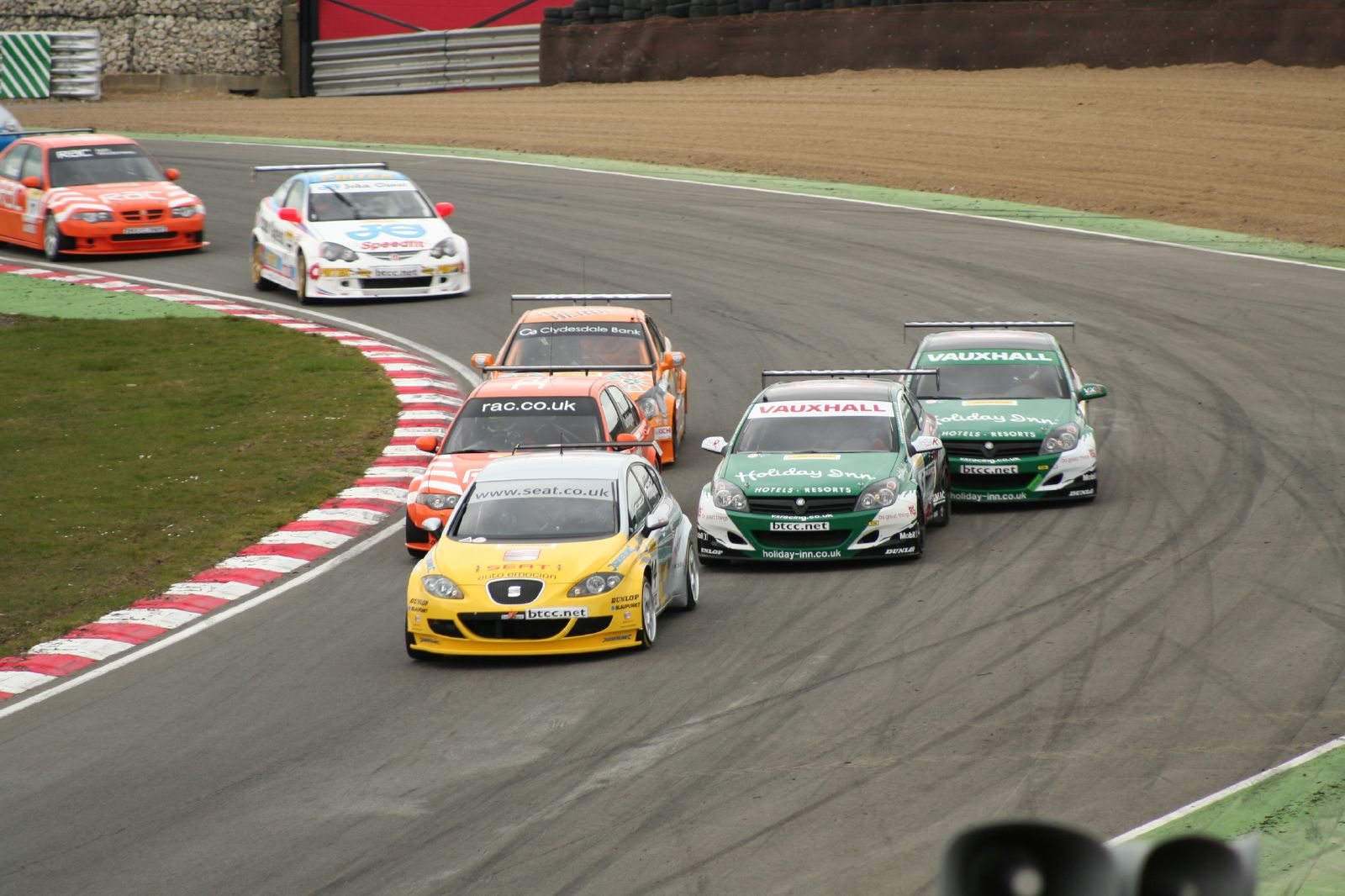
Standardvagnsracing: British Touring Car Championship på Brands Hatch 2006.
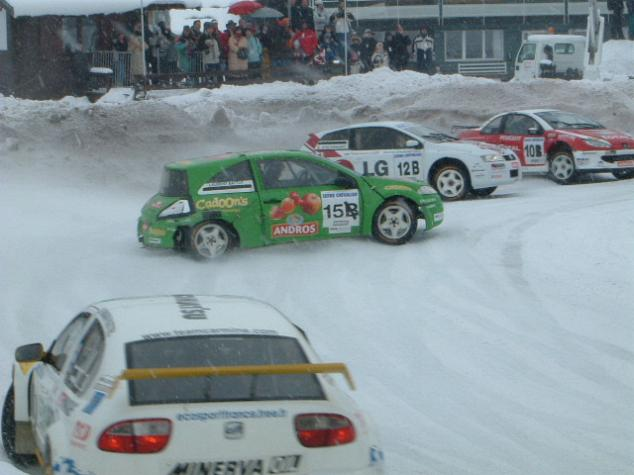
Isracing: Andros Trophy 2005.
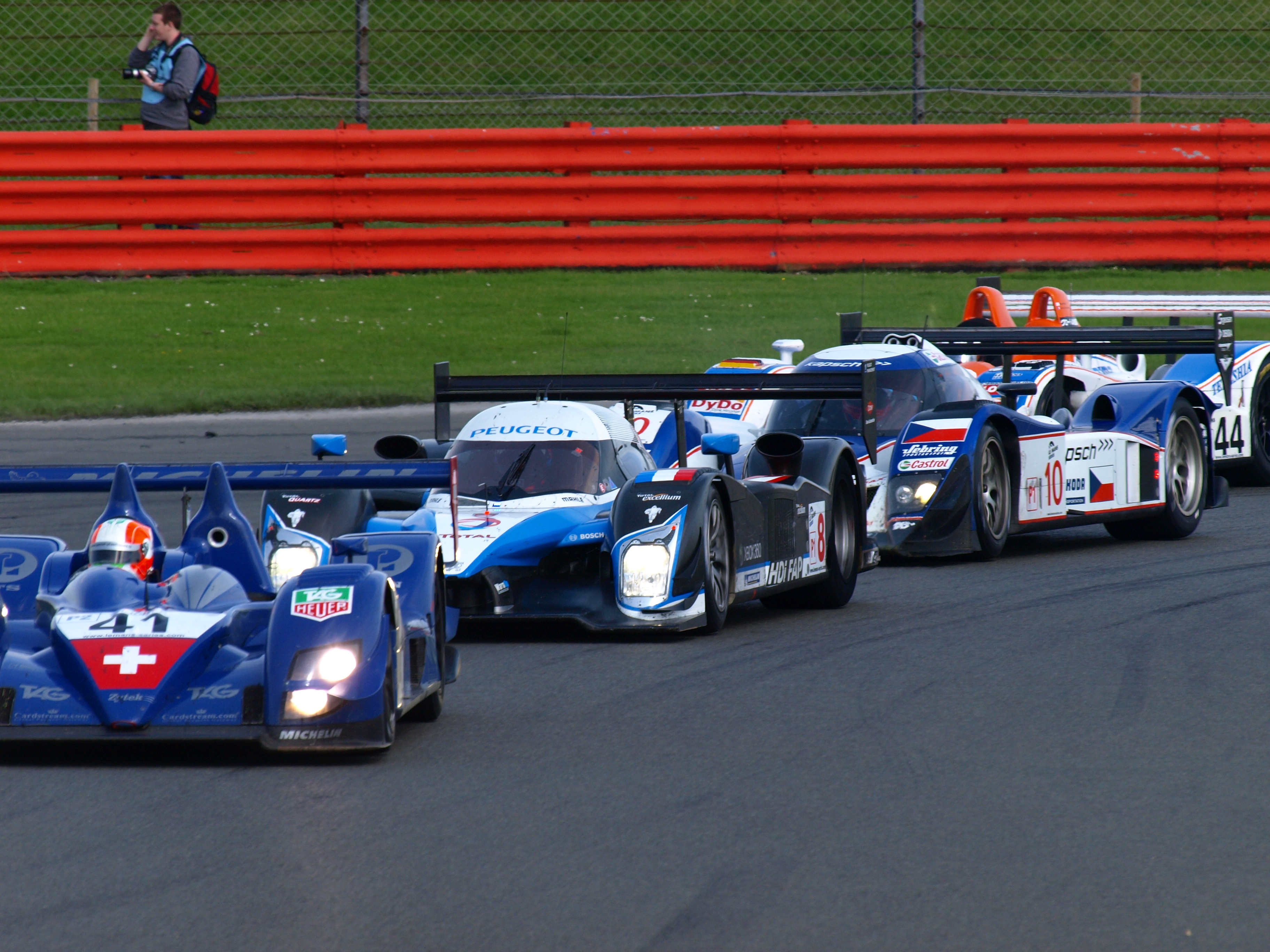
Sportvagnsracing: 1000km of Silverstone i Le Mans Series 2008.
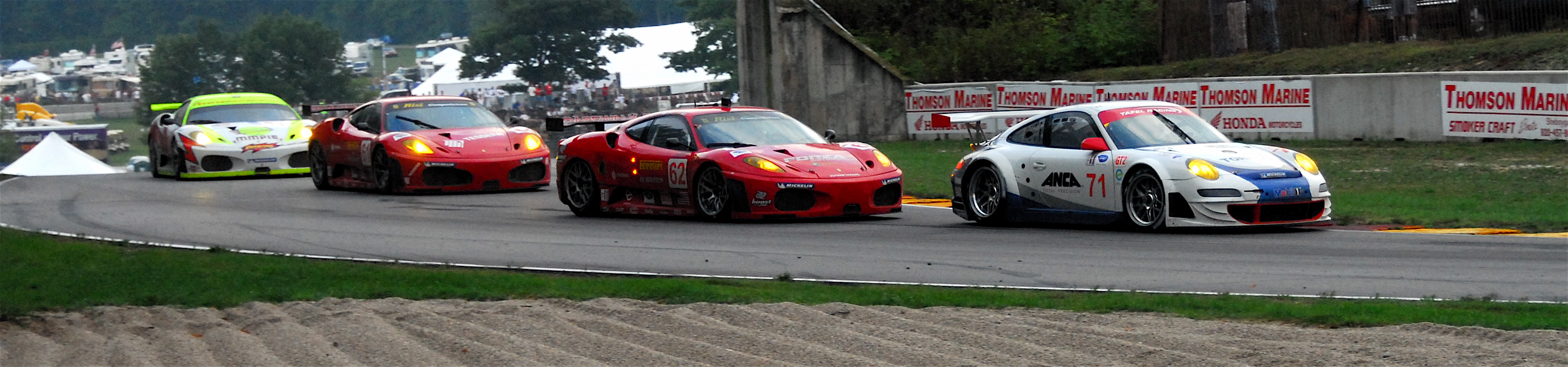
GT: American Le Mans Series på Road America 2007.
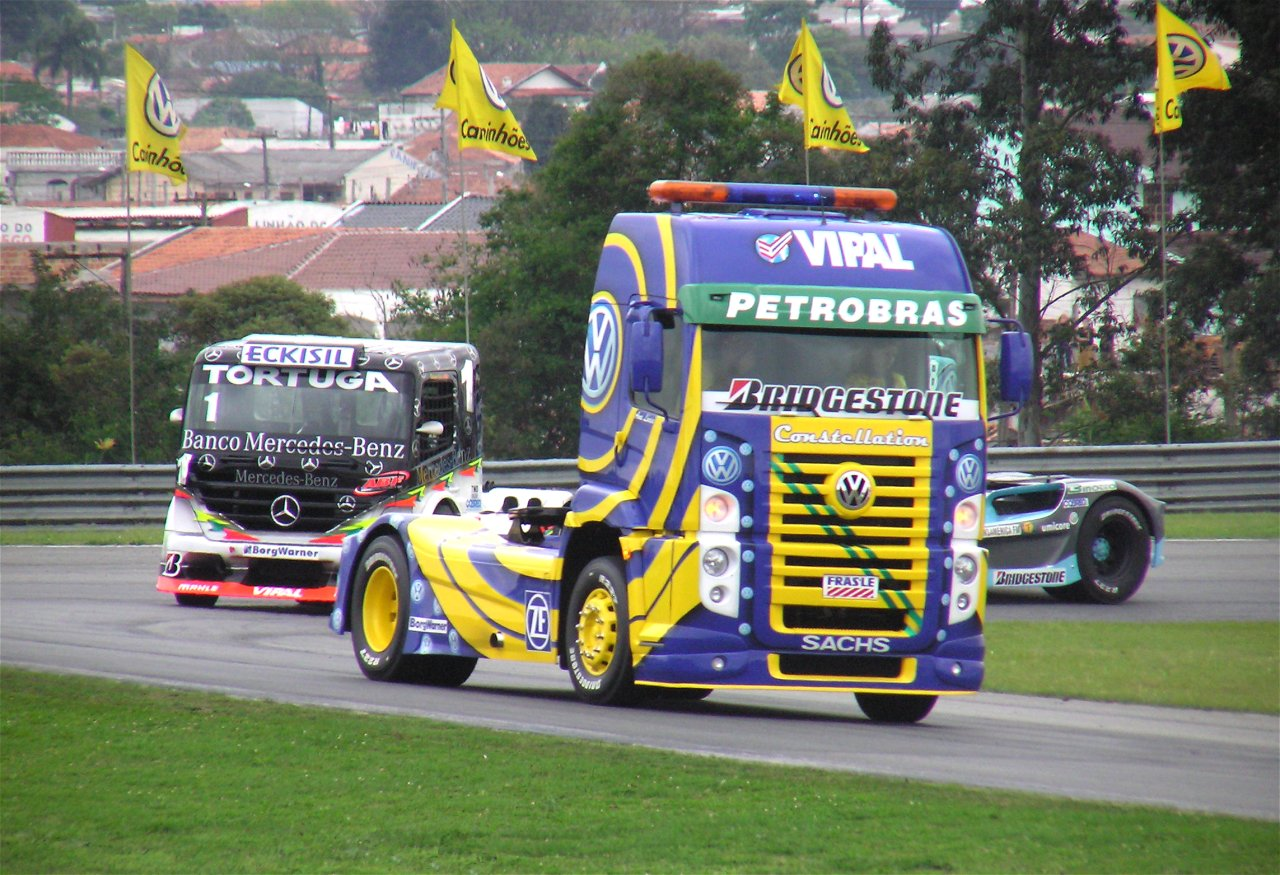
Truckracing: Fórmula Truck på Autodromo Internacional de Curitiba 2006.